# みかにハラスメント
『みかにハラスメント』は、水兵ききによる日本のお色気漫画作品。

## 概要
『ガンガンパワード』（スクウェア・エニックス）2004年夏号で読み切り作品として掲載。1980年代の月刊少年漫画誌で広く見られた作風を彷彿とさせつつも斬新な切り口のお色気表現が受け、同年の秋号・冬号に第2話・第3話が掲載された。
2005年3月に単行本発売。口コミで評判が広まり、売り切れが続出。同年12月にはフロンティアワークスよりドラマCDが発売された。
また、水兵きき公式サイトでウェブコミックとして続編の短編読み切り『みかハラNEXT』、『みかハラOPEN』が公開されている。
2010年8月15日には、水兵きき本人がみかにハラスメントの続編を同人誌として発売した。題名は「水兵ききのみかにみかハラ2010」（みかにハラスメントの同人誌はこれがはじめて）。
また、みかの乳首が描かれるようになったのが大きなポイントで、一般向けの同人誌ながら、かなりエロいシーンが多数ある。
続編として『みかにハラスメントあだると!』がモバMANに掲載される。

## 作品概要
北川みかは普通の女の子だが、姉・羽月の珍発明でいつもエッチな騒動に巻き込まれてしまう。

## 登場人物
声はドラマCDのキャスト。
北川みか（きたがわ みか）
声 - 那須めぐみ
主人公。漫画のタイトルに違わず、毎度毎度エロい目に遭わされる。上から85・58・85という凄まじいスタイルを誇る（犬のせかいより）。身体の一部が白板。
北川羽月（きたがわ はづき）
声 - 廣瀬仁美
みかの姉。しばしば騒動の元凶となるマッドサイエンティスト。
とにかく享楽的で自分勝手な性格だが、実は隠れM。
南龍彦（みなみ たつひこ）
声 - 水島大宙
みかの幼馴染。それなりにスケベだが概ね善良な少年。
日吉咲ココア（ひよしざき ここあ）
声 - 綱掛裕美
「子供のせかい」で登場したちびっ子天才発明家。6歳にしてメイドロボット「深雲」を開発し、秋葉原方面では神と崇められている。表向きには無邪気な少女を装っているが、実際は自分専用の深雲を従えて羽月の研究所を襲撃するなど、羽月と同類のマッドサイエンティストである。

## あらすじ

### えっちじゃないせかい
主人公の女の子北川みかは、幼馴染の男の子南龍彦がえっちな目で胸を見る事に困っていた。
天才科学者である姉の北川羽月が、「この発明品を試してみて」とどんな願いも叶えてくれる鏡「アキバミラー」を渡し、みかは、さっそく鏡を使い男の子が女の子の体を見てもえっちな事を考えない世界にして欲しいと願う。街に出てみると女の子がみんな上半身裸で街を歩いているにもかかわらず男はまったく気にしていない。裸を見せるのが当たり前で、隠すのがエッチな世界になってしまっていたのだった。

### 犬のせかい
ある日、新犬類と名乗る知性を持った犬の集団が現れ、北川羽月を人質に取り学校を占拠する。校長の座に就いた犬のジョンにえっちな格好をさせられ首輪を付けさせられる女子生徒達。
校長室にいるであろう羽月を助け出すために、みかは校長の開催する「メス犬コンテスト」に参加することになった。

### 子供のせかい
天才科学者の幼稚園児、日吉咲ココアは龍彦に一目ぼれしてしまう。龍彦のそばにいたみかに嫉妬したココアは二人を、アンドロイドの深雲に命じて攫わせる。
ココアの通う幼稚園に連れてこられたみかは、ココアの発明品である能力が極端に低くなる「幼児化リング」を付けさせられ体力知力が幼稚園児並みになってしまう。小さくてパンツ丸見えの園児服に着替えさせられ幼稚園児と一緒にお遊戯をしたり、子供サイズの水着で水遊びをさせられるみか。そして、お昼寝の時間におねしょをしてしまい、みかには幼稚園はまだ早すぎたと今度はおむつをつけさせられて…

### 透明人間のせかい
作者本人による同人誌「みかにみかハラ2010」によるもの。透明人間に憧れたみかはさっそく、姉に透明になれる薬を開発してもらい、さっそくそれを飲んだが、なにも起こらなかった。
いつも通り友人と学校に登校している途中、透明の効果が遅れて発動し、服やアクセサリーだけ残って体だけが消えてしまい、制服オバケと周りは大騒ぎに。服を脱いでる途中、下着姿の状態で余った薬を使って下着も透明に。制服も透明にしようと思ったが、薬は空っぽに。校舎を下着姿で歩き回り、体育館につくと姉の羽月とココアちゃん、深雲が学年全体で物質透明化の実験授業をしていた。
その実験に巻き込まれたみかは、学年対抗「学食一年間無料」をかけた「透明化されたモノを何か当てるゲーム」の対象として間違って選ばれ、知らない生徒達に次々体を触られてしまう。しまいには透明の効果が切れかけた下着もやむなく脱ぎ捨ててしまい、透明化状態で大勢の前で全裸にされてしまう。そしていじりがますますエスカレートしていき、薬の効果がきれはじめ・・・。

## 書誌情報等

### 単行本
全1巻。読み切り「かすみ♂（オトコノコ）」「魔法少女るかなー」収録。2005年4月22日初版発行 ISBN 4757513933

### ドラマCD
原作の全3話をほぼ忠実にCDドラマ化。但し「犬のせかい」はCDオリジナルの「勇者のせかい」に差し替えられている。2005年12月22日発売 FCCC-0041